# Patrick Périn
Patrick Périn, född 1942, är en fransk arkeolog. Elev till Joachim Werner.  Périn är president i Association française d'Archéologie mérovingienne, professor vid Universitetet i Paris samt museidirektör vid Musée d'Archéologie nationale i Saint-Germain-en-Laye. Han har tidigare även varit museidirektör vid Musée Carnavalet i Paris. 